# Rhopalophora lineicollis
Rhopalophora lineicollis là một loài bọ cánh cứng trong họ Cerambycidae.